# جان ال. ویلسون
جان ال. ویلسون (به انگلیسی: John L. Wilson) سناتور سابق عضو حزب جمهوری‌خواه ایالات متحده آمریکا بود. وی در سال ۱۸۹۵ تا ۱۸۹۹ میلادی سناتور ایالت واشینگتن در سنای ایالات متحده آمریکا بود.